# Cerambyx carinatus
Cerambyx carinatus là một loài bọ cánh cứng trong họ Cerambycidae.